# 앤드루 래널스
앤드루 래널스(Andrew Rannells, 1978년 8월 23일 ~ )는 미국의 배우이다.

## 출연 작품
- 인턴
- 부탁 하나만 들어줘 - 대런 역
- 더 프롬 - 트랜트 올리버 역
- 더 스탠드-인
- 보이즈 인 더 밴드 - 래리 역